# Station Héricourt
Station Héricourt is een spoorwegstation in de Franse gemeente Héricourt. Het ligt op de lijn Dole-Ville - Belfort en wordt bediend door treinen van de TER Bourgogne-Franche-Comté